# 杉谷昭人
杉谷 昭人（すぎたに あきと、1935年1月13日 - ）は、日本の詩人。

## 人物・来歴
朝鮮半島鎮南浦府（現北朝鮮南浦特別市）生まれ。戦後宮崎市に引き揚げる。宮崎県立宮崎大宮高等学校、宮崎大学学芸学部卒。本多利通らと「白鯨」「赤道」に拠る。1991年『人間の生活』でH氏賞、2007年『霊山』で壺井繁治賞、2014年『農場』で小野十三郎賞受賞。『詩人会議』『詩と思想』に参加。日本詩人クラブ会員。鉱脈社勤務。

## 著書
- 『日之影 詩集』思潮社 1965
- 『杉の柩 杉谷昭人詩集』鉱脈社 1982
- 『宮崎の地名 杉谷昭人詩集』鉱脈社 現代九州詩人叢書 1985
- 『人間の生活 続・宮崎の地名 杉谷昭人詩集』鉱脈社 現代九州詩人叢書 1991
- 『杉谷昭人詩集』土曜美術社出版販売 日本現代詩文庫 1994
- 『村の歴史 続々・宮崎の地名 杉谷昭人詩集』鉱脈社 現代九州詩人叢書 1994
- 『詩の起源 生きる意味問い続ける詩』鉱脈社 1996
- 『耕す人びと 宮崎の地名・完 杉谷昭人詩集』鉱脈社 現代九州詩人叢書 1997
- 『小さな土地 杉谷昭人詩集』鉱脈社 2000
- 『霊山 杉谷昭人詩集』鉱脈社 2007
- 『詩の海詩の森』鉱脈社 2013
- 『農場 杉谷昭人詩集』鉱脈社 2013
- 『杉谷昭人詩集』鉱脈社, 2017.3
- 『十年ののちに 杉谷昭人詩集』鉱脈社, 2020.7

### 編共著
- 富松良夫『新編黙示』編集・解説 鉱脈社 みやざき21世紀文庫 1996
- 『老いて歌おう 高齢・障害とともに生きる 歌集』第1-2集　伊藤一彦共編 鉱脈社 1997-1998
- 『心配するな工夫せよ 岩切章太郎翁半生を語る』編集・構成 鉱脈社 2004